# はした金
| ウィキペディアには「はした金」という見出しの百科事典記事はありません（タイトルに「はした金」を含むページの一覧/「はした金」で始まるページの一覧）。 代わりにウィクショナリーのページ「はしたがね」が役に立つかもしれません。 |